# Kominiarski Wierch
Kominiarski Wierch – wybitny masyw górski w polskich Tatrach Zachodnich, pomiędzy Doliną Chochołowską i Kościeliską. Jego szczyt ma wysokość 1829 m n.p.m., a jego wysokość względna wynosi 800 m. Do około 1950 r. masyw Kominiarskiego Wierchu nazywany był Kominami Tylkowymi. Nazwa ta pochodziła od dawnej Hali Kominy Tylkowe, według Wielkiej encyklopedii tatrzańskiej była to nazwa błędna. Płaski i rozległy szczyt o powierzchni około 4 ha przez pasterzy góralskich nazywany był Pustą Równią.
Z południowej strony Kominiarski Wierch oddzielony jest od Ornaku Iwaniacką Przełęczą. W kierunku wschodnim ciągną się od niego rozdzielone Doliną Smytnią dwie równoległe granie. Większa, mająca ok. 2 km długości, w końcowej części przechodzi w Raptawicką Grań zakończoną Raptawicką Turnią górującą ponad Polaną Pisaną. Odchodzi od niej w górnej części na północny wschód grzbiet Stołów, następnie poprzez Przysłop Kominiarski łączący się z masywem Kościeliskich Kopek. Mniejsza zakończona jest Smytniańskimi Turniami. W kierunku północnym sąsiaduje poprzez nieduży grzbiet zwany Kufą z reglowym wzniesieniem – Wielkim Opalonym Wierchem. Kominiarski Wierch wznosi się ponad Doliną Kościeliską, Dolinką Iwanowską, Doliną Iwaniacką, Chochołowską, Dudową i Lejową.
Cały masyw zbudowany jest z wapieni triasowych i porośnięty bogatą florą roślin wapieniolubnych, m.in. rośnie tu dębik ośmiopłatkowy, szarotka alpejska, goździk wonny, liczne gatunki goryczek. W latach 1879–1885 masyw został botanicznie przebadany przez Bolesława Kotulę. Wśród roślin bardzo rzadkich, w Polsce występujących tylko w Tatrach i to w nielicznych miejscach na Kominiarskim Wierchu występują: szarota Hoppego, starzec pomarańczowy, owsica spłaszczona, jarząb nieszpułkowy, ostrołódka Hallera, mietlica alpejska, przymiotno węgierskie i ukwap karpacki. W skałach występuje około 140 poznanych jaskiń, 8 z nich ma długość powyżej 100 m. Największa to Bańdzioch Kominiarski.
W otoczeniu Kominiarskiego Wierchu znajdowało się 5 hal górskich, które dawniej wypasane były aż pod sam szczyt: Stoły, Kominy Tylkowe, Kominy Dudowe, Iwanówka, Hala Smytnia. Obecnie, po zaprzestaniu wypasu stopniowo zarastają one lasem. Stosunkowo dobrze zachowana jest jeszcze Niżnia Polana Kominiarska (część dawnej Hali Kominy Tylkowe), leżąca przy północnych stokach głównego szczytu. W zboczach Kominiarskiego Wierchu wydobywano rudy żelaza. Jeszcze ok. 1840 r. czynnych było kilka sztolni, do jednej z nich dochodzono po kilkunastometrowej drabinie przymocowanej do skał.
W 1892 Mieczysław Karłowicz wyznakował na własną rękę, jako 16-latek, nieistniejącą już ścieżkę na Kominiarski Wierch od strony północnej, spod Bramy Kraszewskiego i przez Halę Stoły, o czym napisał w Kurierze Zakopiańskim, ale wyczyn ten został zignorowany przez Towarzystwo Tatrzańskie (w 1908 ponowił go znakami niebieskimi, a potem odnowiło go PTT tylko raz, w okresie międzywojennym). W 1901 r. oznaczono nowy szlak turystyczny od Iwaniackiej Przełęczy na szczyt. Był on bardzo popularny, zwiedzany również przez liczne wycieczki szkolne z przewodnikiem. W 1987 r. dyrekcja Tatrzańskiego Parku Narodowego zamknęła szlak uzasadniając to potrzebą ochrony przyrody. Od 2000 r. cały rejon został zamknięty również dla speleologów i naukowców.

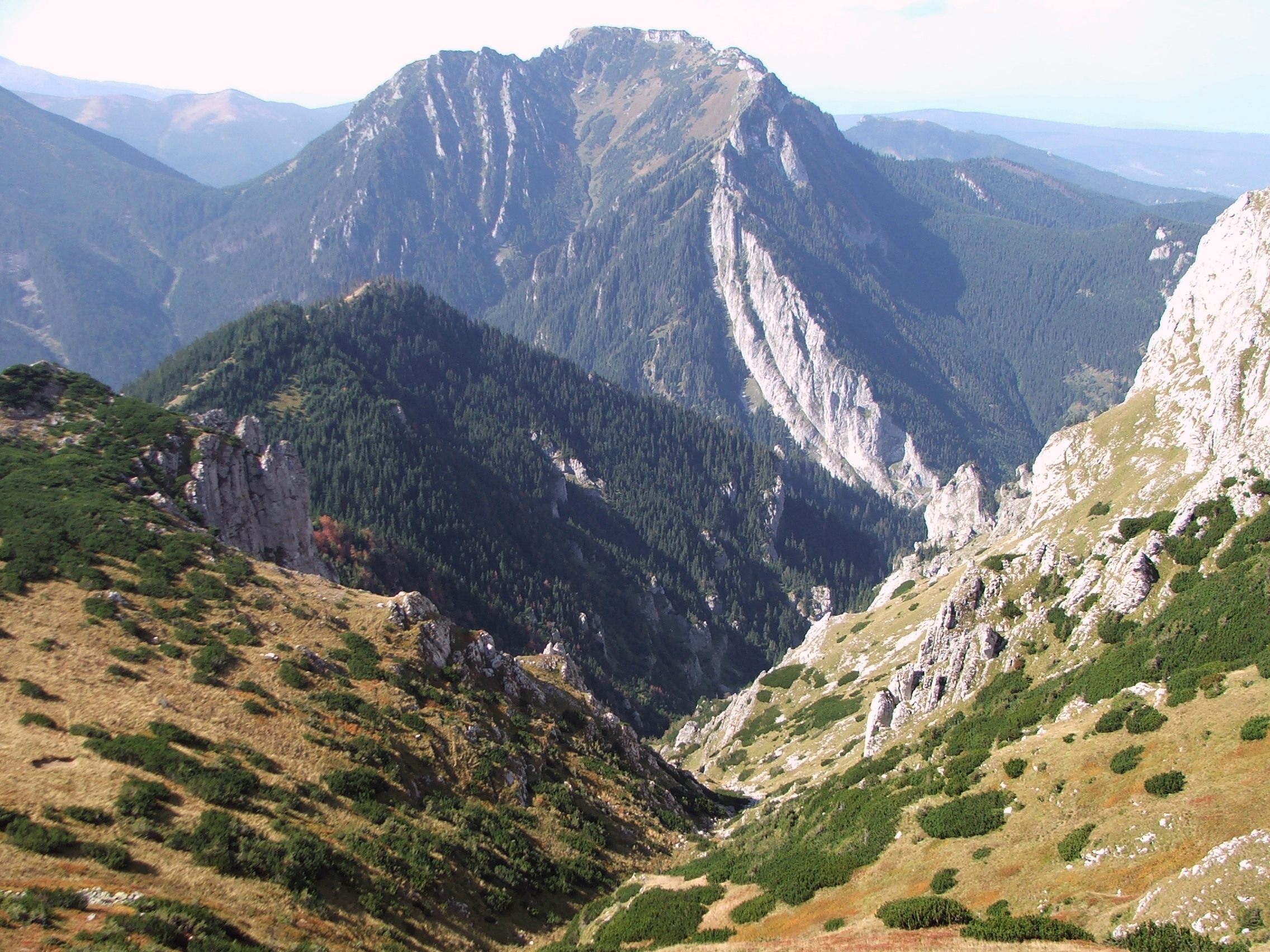
Widok na Kominiarski Wierch z zachodnich stoków Ciemniaka
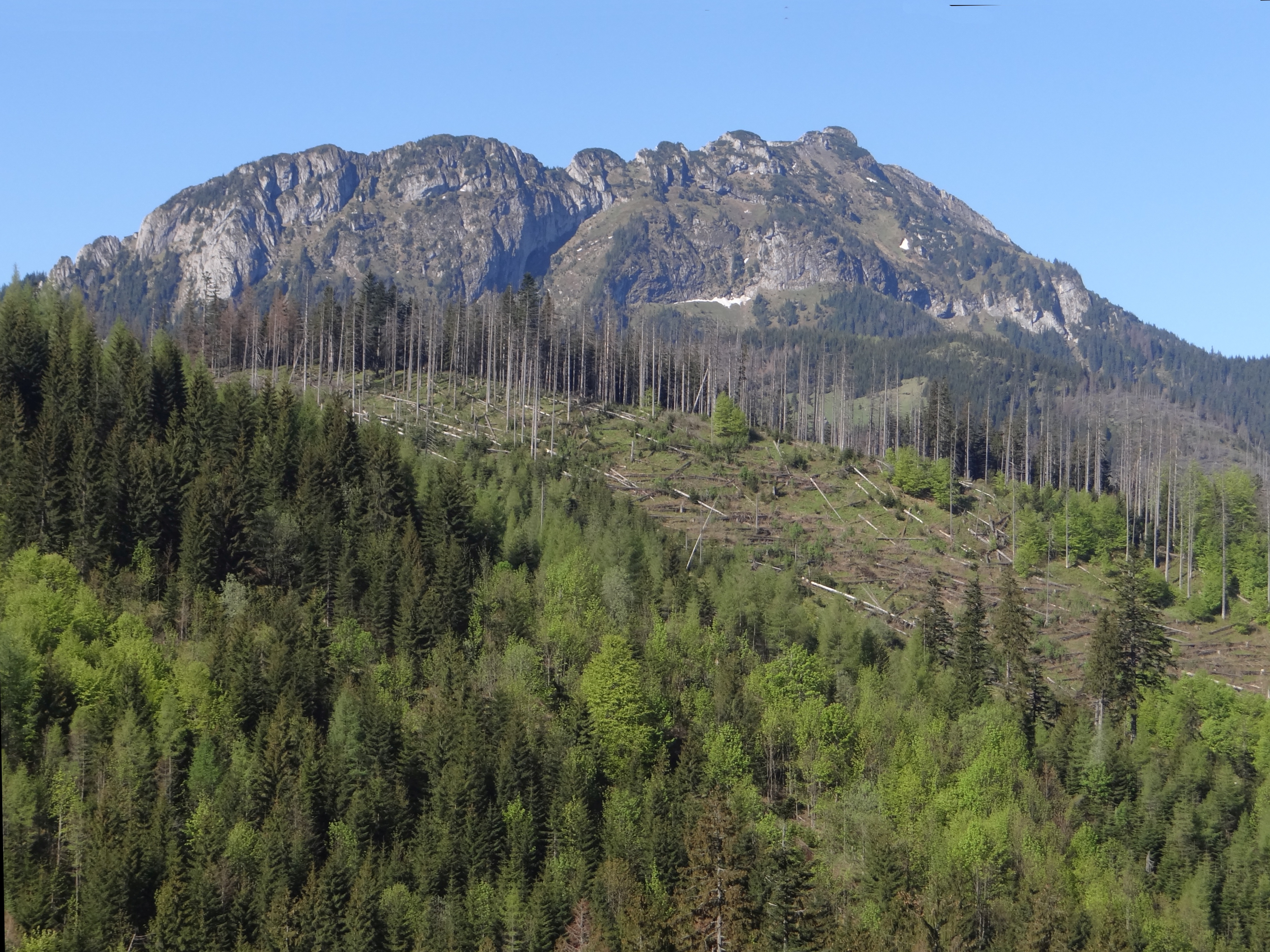
Widok z Przysłopu Miętusiego
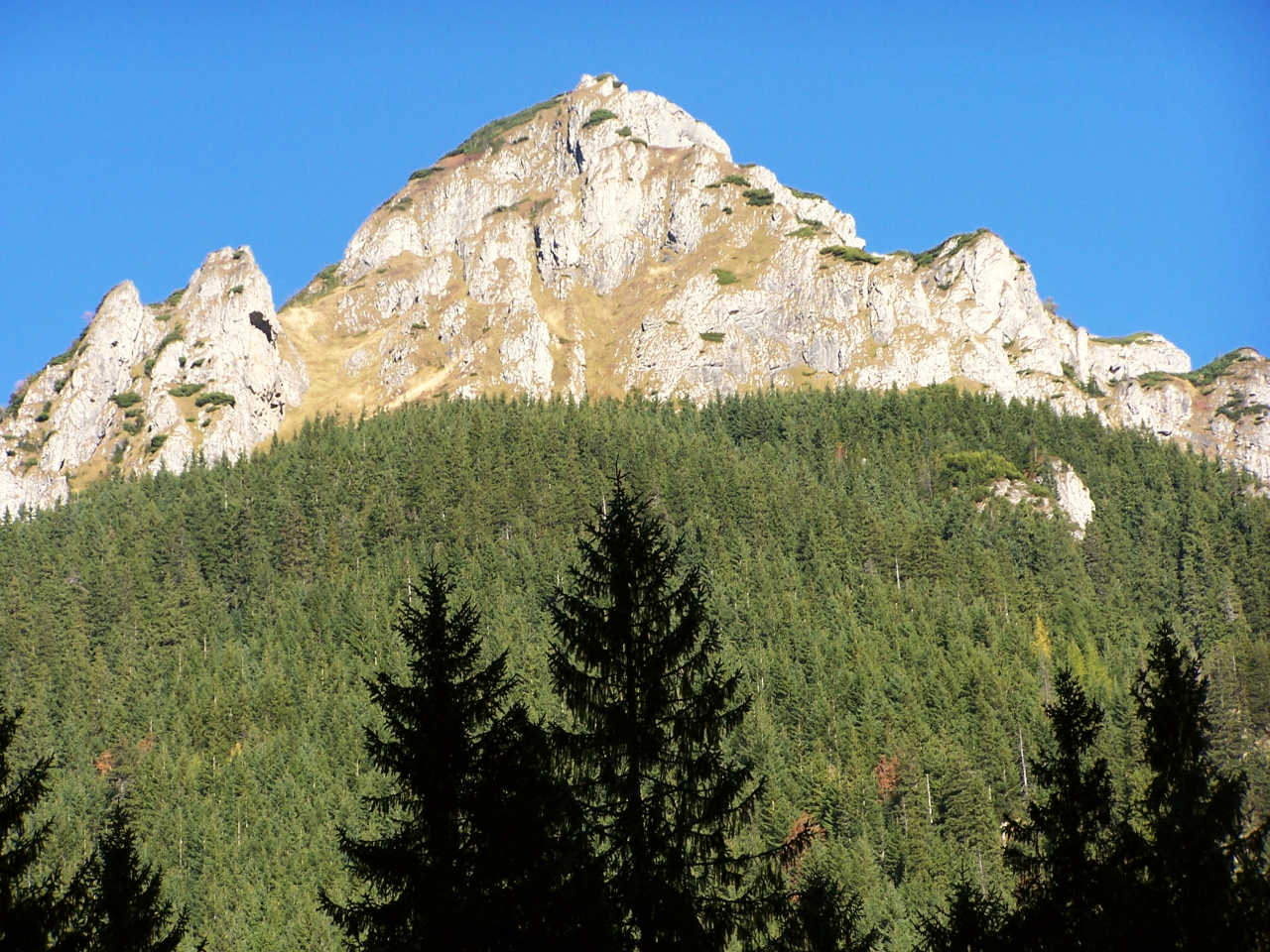
Widok z Ornaku
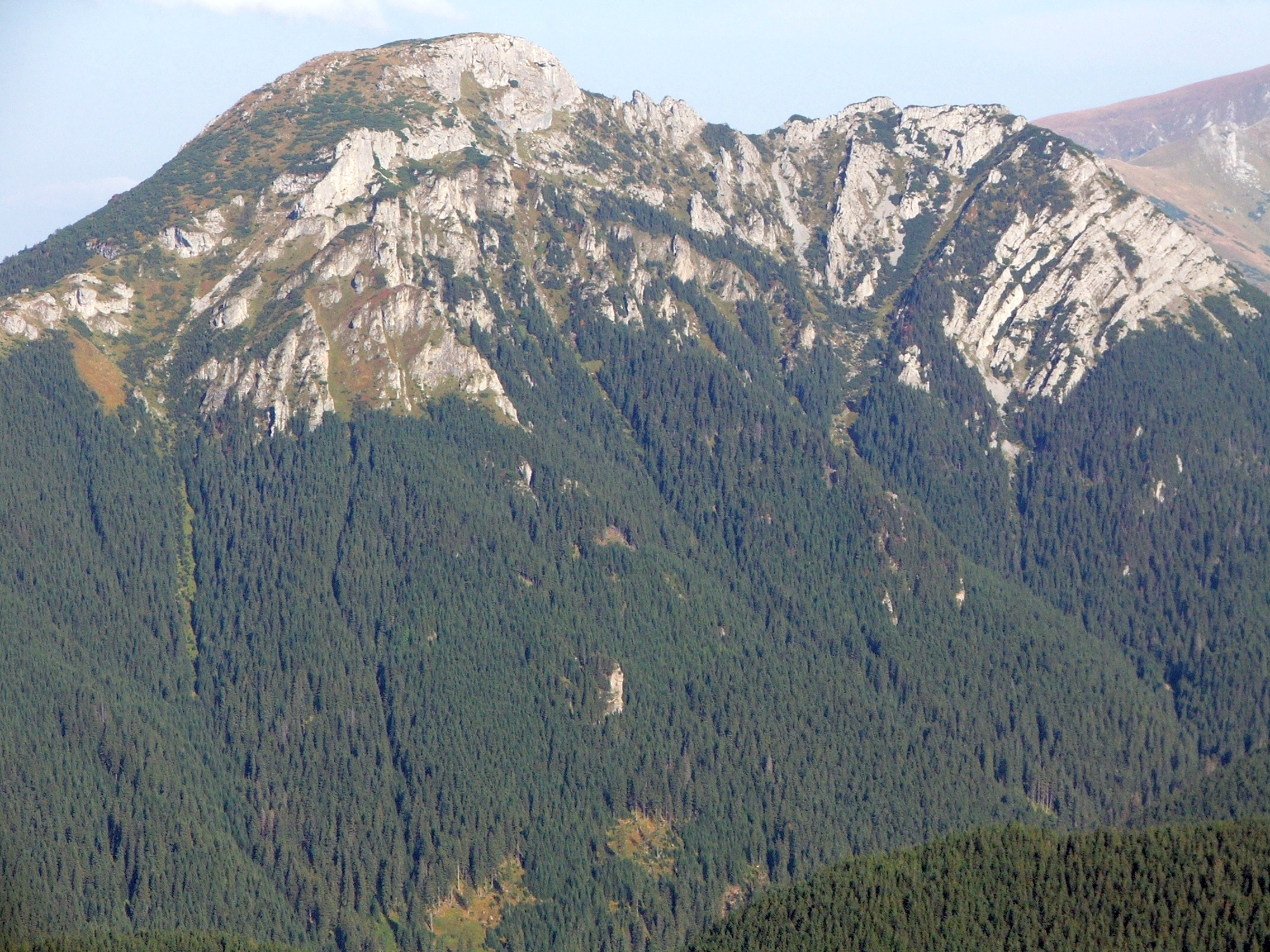
Widok z Grzesia